# Maria Hanau-Strachwitz
Maria Hanau-Strachwitz (* 3. September 1922 in Baden bei Wien; † 17. November 2005) war eine österreichische Schriftstellerin.

## Leben
Maria Strachwitz besuchte Schulen unter anderem in Innsbruck, Wien und Ascot. Im Jahre 1938 emigrierte sie nach England, kehrte jedoch 1947 nach Wien zurück. Dort war sie als Chefsekretärin des Programmdirektors für den Sender Rot-Weiß-Rot tätig.
Sie heiratete am 15. Juni 1948 auf Schloss Friedberg bei Volders in Tirol Carl Heinrich Fürst von Hanau-Schaumburg (* 27. April 1923 in Wien; † 16. Februar 1998 in München), den ältesten Sohn von Heinrich von Hanau und Maria Theresia geb. Gräfin Fugger von Babenhausen (1899–1994). Aus der Ehe gingen zwei Kinder hervor:
1. Franziska Elisabeth Maria Antonia Prinzessin von Hanau Gräfin von Schaumburg (* 27. Oktober 1954 in München) und
2. Philipp Fürst von Hanau (* 26. Juni 1959 in München)

Seit 1957 veröffentlichte Strachwitz zahlreiche Bücher und Übersetzungen unter dem Namen Maria Hanau-Strachwitz. Sie lebte in Starnberg und verbrachte einen Teil des Jahres auf Schloss Meiselberg in Kärnten.

## Werke
- Wenn wir warten können. Geschichte einer Liebe. Roman. Salzer, Heilbronn 1957.
  - Übersetzung in Niederländisch Ans Verwey: Als wij kunnen wachten. Zomer & Keuning, Wageningen 1962.
- mit Barbara Steinbrecht-Strack (Illustratorin): Fröhliche Inselzeit. Dressler, Berlin 1966.
- mit Karin Heller (Illustratorin): Fannys Feriengäste. Dressler, Berlin 1969.
- Geburtstag im September. Eine Erzählung. Salzers Volksbücher 154, Heilbronn 1972, ISBN 3-7936-0516-7.
- Eine Linde wollte ich sein. Erinnerungen. Langen Müller, München 1996, ISBN 3-7844-2559-3.